# Szélkapu (földrajz)
A szélkapu földrajzi fogalma azt a területet jelöli, ahol a szél átjut a hegyvonulatok között. Ilyen szélkapu lehet egy völgy, szoros vagy akár egy hágó is.  A magas hegyeken való átjutás miatt a légáramlatok ereje és sebessége a hegység túloldalán jelentősen csökken. Ezzel szemben a szélkapukban kevésbé veszítenek a szelek az erejükből, sőt a völgyekbe betóduló levegő összetorlódik, így ereje és sebessége még nőni is fog az eredeti állapotához képest, akárcsak egy szélcsatornában.

## A szélkapuk jelentőségeMagyarországon
Az Atlanti-óceán felől érkező nyugati szelek csak a hegységeken át juthatnak a Kárpát-medencébe, emiatt sebességük mindössze 2-4 m/s-ra csökken. Magyarország szempontjából a legjelentősebb szélkapu az Alpok és a Kárpátok között elhelyezkedő Dévényi-kapu. Területileg ugyan Szlovákiához és Ausztriához tartozik, de itt lépnek be a Kárpát-medencébe hazánk meghatározó szelei. Emiatt nevezik a szoroshoz közeli Kisalföldet Magyarország legszelesebb tájának. Mivel a Dévényi-szoros az északnyugati határ közelében található, ez is hozzájárul, hogy az országban az uralkodó szélirány az északnyugati legyen (mivel a szeleket arról az égtájról nevezik el, amerről fújnak). A szélkapu gazdasági jelentőséggel is bír, mivel az erősebb szelek miatt kifizetődő szélerőműveket telepíteni, nemhiába található Északnyugat-Magyarországon a szélturbinák túlnyomó többsége.
(Lásd: Magyarországi szélerőművek listája)
A helyi lakosságnak viszont gondot is okozhatnak az erős szelek, ezért a károk megelőzésének érdekében a házak tetőit jelentősen megerősítik. Emiatt gyakori megoldás a kúpcserepek habarccsal való rögzítése, valamint az ilyen módon keletkezett kis falfelületek lemeszelése, ami hozzátartozik a kisalföldi falvak látképéhez.